# Madeleine Bourbonsko-Bussetská
Madeleine Bourbonsko-Bussetská (23. března 1898, Paříž – 1. září 1984, Paříž) byla sňatkem s princem Xavierem Bourbonsko-Parmským, karlistickým pretendentem španělského trůnu, od roku 1974 titulární parmskou vévodkyní a od roku 1952 také karlistickou královnou Španělska.

## Život a rodina
Madeleine se narodila do vedlejší linie bourbonských hrabat z Bussetu, kteří byli v mužské linii potomci Ludvíka z Bourbonu, biskupa z Liège, a Kateřiny z Guelders. Madeleinin otec byl Georges de Bourbon-Busset, hrabě z Lignières, a její matkou byla Marie Jeanne de Kerret-Quillien.
Princ Xavier, mladší syn vévody Roberta I. Parmského, a Madeleine byli oddáni 12. listopadu 1927 na zámku Lignières. Pár se usadil v Bourbonnais, kde Xavier řídil Madeleininu zemědělskou půdu. Manželství v té době nepovažoval za dynastické ani princ Eliáš Bourbonsko-Parmský (Xavierův starší bratr a hlava bourbonsko-parmské dynastie), ani starší Bourboni ze španělské větve (Alfons XIII.), později je však uznal parmský vévoda Robert Hugo a karlistický pretendent Alfons Karel, vévoda ze San Jaime.
V roce 1936 jmenoval Alfons Karel, poslední hlava karlistického hnutí, jejího manžela Xaviera karlistickým "regentem". Madeleine aktivně podporovala manželovu politickou činnost a jeho sociální názory. Madeleine byla autorkou "Catherine de Médicis", vydané ve Francii v roce 1940.
Za padesát let manželství Madeleine manželovi porodila šest dětí:
- Františka Bourbon-Lobkovicová (* 19. srpna 1928), ⚭ 1959 Eduard z Lobkovic (12. června 1926 – 2. dubna 2010)
- Karel Hugo Bourbonsko-Parmský (8. dubna 1930 – 18. srpna 2010), titulární vévoda parmský, hrabě z Montemolínu, ⚭ 1964 Irene Nizozemská (* 5. srpna 1939), rozvedli se v roce 1981
- María Teresa Bourbonsko-Parmská (28. července 1933 – 26. března 2020), svobodná a bezdětná
- Cecílie Marie Bourbonsko-Parmská (12. dubna 1935 – 1. září 2021), svobodná a bezdětná
- Marie des Neiges Bourbonsko-Parmská (* 29. dubna 1937), svobodná a bezdětná
- Sixtus Jindřich Bourbonsko-Parmský (* 22. července 1940), svobodný a bezdětný